# Carmaux

Carmaux este o comună în departamentul Tarn din sudul Franței. În 2009 avea o populație de 10.210 de locuitori.

## Evoluția populației
| An        | 1975   | 1982   | 1990   | 1999   | 2006   | 2009   |
| --------- | ------ | ------ | ------ | ------ | ------ | ------ |
| Populație | 13.208 | 12.113 | 10.957 | 10.231 | 10.273 | 10.210 |